# Mordellistena mauritiensis
Mordellistena mauritiensis là một loài bọ cánh cứng trong họ Mordellidae. Loài này được Píc miêu tả khoa học năm 1935.

## Hình ảnh

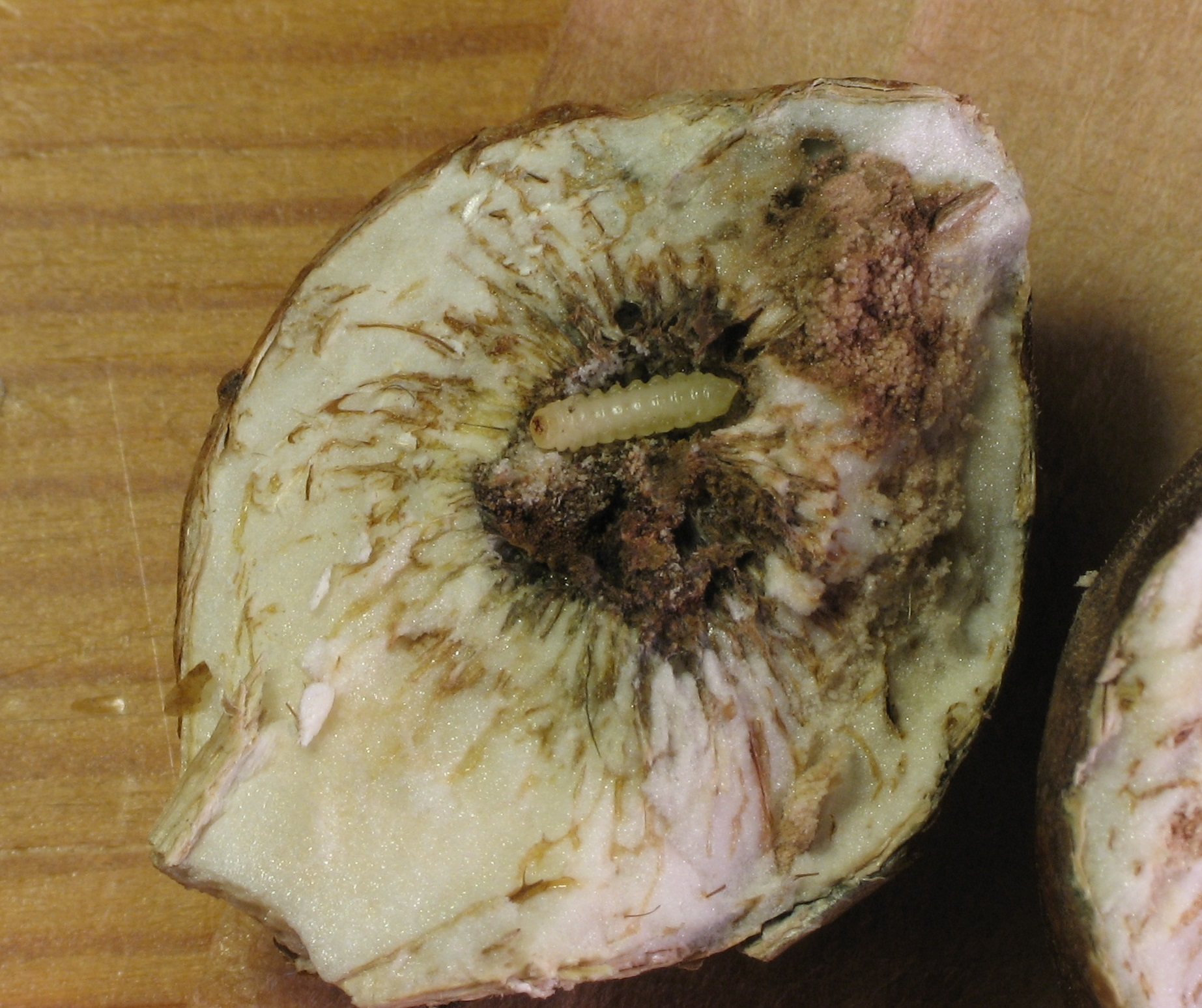